# Coise-Saint-Jean-Pied-Gauthier
Pour les articles homonymes, voir Saint-Jean et Coise (homonymie).
Coise-Saint-Jean-Pied-Gauthier est une commune française située dans le département de la Savoie, en région Auvergne-Rhône-Alpes.

## Géographie
Localisée dans le massif des Alpes, Coise-Saint-Jean-Pied-Gauthier est située dans la combe de Savoie en rive gauche de l'Isère, entre Chambéry et Albertville.
D'une superficie de 10,38 km2, l'altitude de la commune varie de 268 m au niveau de la plaine de l'Isère à 419 m à l'extrémité du Montraillant, pour une moyenne de 344 m.
Coise-Saint-Jean-Pied-Gauthier se trouve également à proximité du massif des Bauges.

### Climat
Pour des articles plus généraux, voir Climat d'Auvergne-Rhône-Alpes et Climat de la Savoie.
En 2010, le climat de la commune est de type climat des marges montargnardes, selon une étude du Centre national de la recherche scientifique s'appuyant sur une série de données couvrant la période 1971-2000. En 2020, Météo-France publie une typologie des climats de la France métropolitaine dans laquelle la commune est exposée à un climat de montagne ou de marges de montagne et est dans la région climatique Alpes du nord, caractérisée par une pluviométrie annuelle de 1 200 à 1 500 mm, irrégulièrement répartie en été.
Pour la période 1971-2000, la température annuelle moyenne est de 10,7 °C, avec une amplitude thermique annuelle de 18,8 °C. Le cumul annuel moyen de précipitations est de 1 235 mm, avec 9,6 jours de précipitations en janvier et 8,8 jours en juillet. Pour la période 1991-2020, la température moyenne annuelle observée sur la station météorologique de Météo-France la plus proche, « Saint-Pierre de Soucy », sur la commune de Saint-Pierre-de-Soucy à 4 km à vol d'oiseau, est de 11,5 °C et le cumul annuel moyen de précipitations est de 1 122,4 mm,. Pour l'avenir, les paramètres climatiques de la commune estimés pour 2050 selon différents scénarios d'émission de gaz à effet de serre sont consultables sur un site dédié publié par Météo-France en novembre 2022.

## Urbanisme

### Typologie
Au 1er janvier 2024, Coise-Saint-Jean-Pied-Gauthier est catégorisée commune rurale à habitat dispersé, selon la nouvelle grille communale de densité à sept niveaux définie par l'Insee en 2022.
Elle est située hors unité urbaine. Par ailleurs la commune fait partie de l'aire d'attraction de Chambéry, dont elle est une commune de la couronne,. Cette aire, qui regroupe 115 communes, est catégorisée dans les aires de 200 000 à moins de 700 000 habitants,.

### Occupation des sols
L'occupation des sols de la commune, telle qu'elle ressort de la base de données européenne d’occupation biophysique des sols Corine Land Cover (CLC), est marquée par l'importance des territoires agricoles (65,3 % en 2018), en augmentation par rapport à 1990 (62,7 %). La répartition détaillée en 2018 est la suivante : 
zones agricoles hétérogènes (42,9 %), forêts (27,1 %), terres arables (11,8 %), prairies (10,6 %), eaux continentales (3,9 %), zones urbanisées (3,6 %), zones industrielles ou commerciales et réseaux de communication (0,1 %).
L'IGN met par ailleurs à disposition un outil en ligne permettant de comparer l’évolution dans le temps de l’occupation des sols de la commune (ou de territoires à des échelles différentes). Plusieurs époques sont accessibles sous forme de cartes ou photos aériennes : la carte de Cassini (XVIIIe siècle), la carte d'état-major (1820-1866) et la période actuelle (1950 à aujourd'hui).

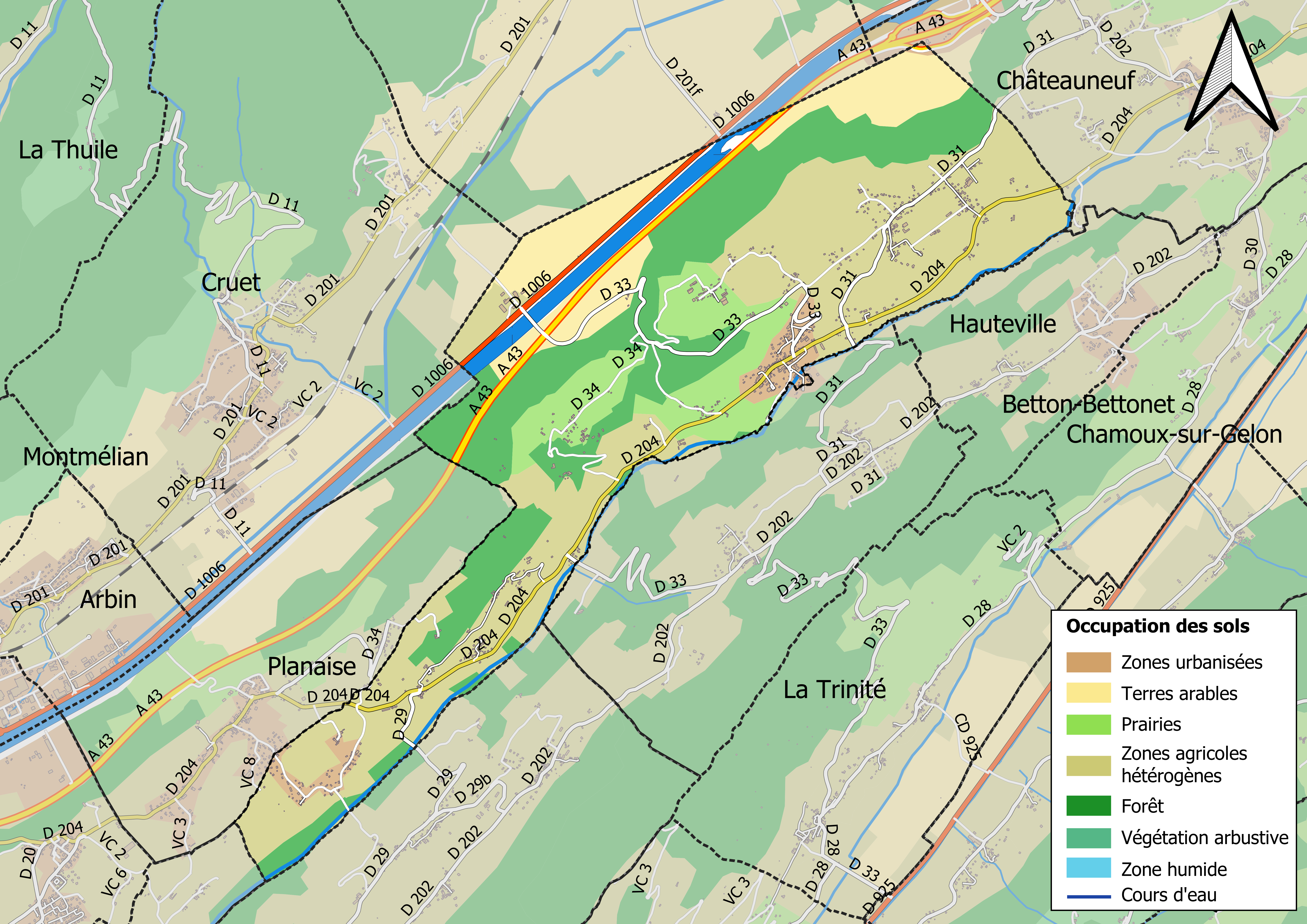
Carte des infrastructures et de l'occupation des sols en 2018 (CLC) de la commune.
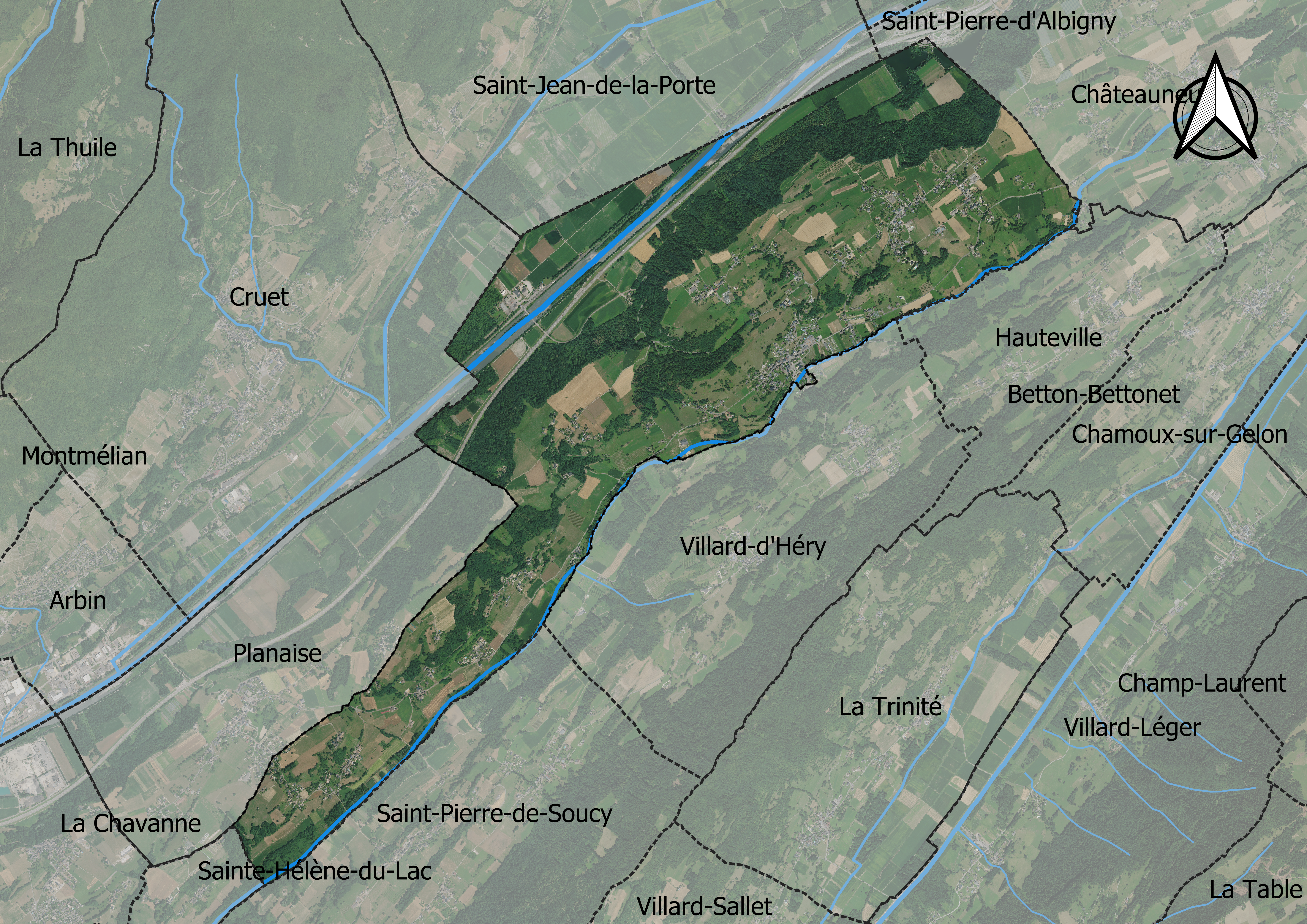
Carte orthophotogrammétrique de la commune.

## Toponymie
En 1036, le village s'appelle Cosia, évoluant en Coësia en 1127, puis plus tard en Cuesiaen en 1581. Au XVIIIe siècle, le nom devient Coise et Ribaud (1723), puis Quoëse/Quoise (1792). Durant la Révolution, le nom redevient Coise-Rubaud. En 1828, il devient Coëse Saint Jean Pied Gauthier. Pour le XIXe siècle, Coise semble être la propriété d'un dénommé Cosius, figurant sur plusieurs inscriptions en Gaule. Ernest Nègre, dans son ouvrage Toponymie générale de la France, lui donne une origine préceltique, associant la racine Cosa au suffixe -ia, désignant un cours d'eau.
En 1127, deux hameaux distincts, Saint-Jean et Pied-Gauthier, portent le même nom. Pied est une forme latine de podium, signifiant monticule ou crêt en patois local. Au XIIIe siècle, les deux hameaux forment une même paroisse. En 1721, celle-ci se nomme Saint-Jean-Puy-Gauthier, puis dérivant à la fin du siècle en Saint-Jean de Pieds Goutiès,.
Le nom de Coise se dit, en francoprovençal, Kouéze, selon la graphie de Conflans.

## Histoire
Un acte de 1036 fait état de la fondation d'un prieuré à Coise (Coysia) dédiée à sainte Marie, par des moines de l'abbaye de la Novalaise,. Il semble que la donation soit le fait d'une dame Marie, veuve du propriétaire Humbert de Chambéry. L'implantation est confirmée en 1129, par l'évêque de Maurienne, Conon II.

## Politique et administration

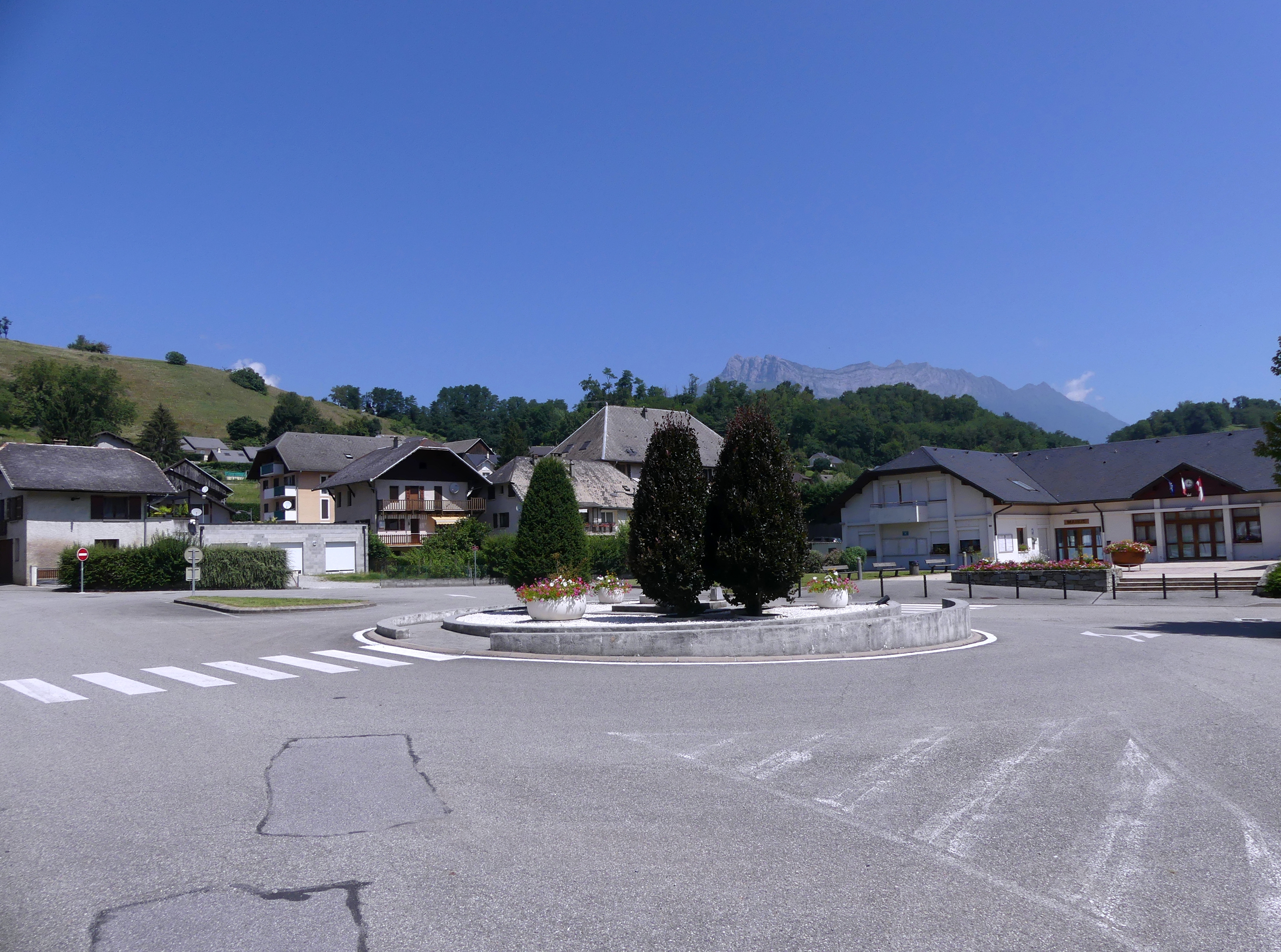
Mairie de Coise visible à droite.

La commune est membre de la Communauté de communes Cœur de Savoie. Elle appartient au Territoire du Cœur de Savoie, qui regroupe une quarantaine de communes de la Combe de Savoie et du Val Gelon.

### Liste des maires
| Période                                  | Période   | Identité         | Étiquette    | Qualité                                                   |
| ---------------------------------------- | --------- | ---------------- | ------------ | --------------------------------------------------------- |
| Les données manquantes sont à compléter. |           |                  |              |                                                           |
| mai 1929                                 | mars 1971 | Pierre Cot       | Rad. puis UP | Ministre, député                                          |
| mars 1971                                | juin 1995 | Jean-Pierre Cot  | PS           | Conseiller général de Chamoux-sur-Gelon, député de Savoie |
| juin 1995                                | mars 2001 | Maxime Cena      | DVD          | Chef d'entreprise                                         |
| mars 2001                                | mars 2008 | Henri Gachet     |              | Entrepreneur individuel commerçant                        |
| mars 2008                                | mars 2020 | Bernard Frison   | DVG          | Fonctionnaire                                             |
| 18 mars 2020                             | En cours  | Jean-Luc Benetti |              | ancien employé                                            |

## Démographie
L'évolution du nombre d'habitants est connue à travers les recensements de la population effectués dans la commune depuis 1793. Pour les communes de moins de 10 000 habitants, une enquête de recensement portant sur toute la population est réalisée tous les cinq ans, les populations de référence des années intermédiaires étant quant à elles estimées par interpolation ou extrapolation. Pour la commune, le premier recensement exhaustif entrant dans le cadre du nouveau dispositif a été réalisé en 2006.

En 2022, la commune comptait 1 306 habitants, en évolution de +5,92 % par rapport à 2016 (Savoie : +3,63 %, France hors Mayotte : +2,11 %).
| 1793 | 1800  | 1806  | 1822  | 1838  | 1848  | 1858  | 1861  | 1866  |
| ---- | ----- | ----- | ----- | ----- | ----- | ----- | ----- | ----- |
| 900  | 1 402 | 1 342 | 1 476 | 1 702 | 1 730 | 1 678 | 1 602 | 1 489 |

| 1872  | 1876  | 1881  | 1886  | 1891  | 1896  | 1901  | 1906  | 1911  |
| ----- | ----- | ----- | ----- | ----- | ----- | ----- | ----- | ----- |
| 1 486 | 1 539 | 1 494 | 1 431 | 1 338 | 1 285 | 1 231 | 1 165 | 1 086 |

| 1921 | 1926 | 1931 | 1936 | 1946 | 1954 | 1962 | 1968 | 1975 |
| ---- | ---- | ---- | ---- | ---- | ---- | ---- | ---- | ---- |
| 884  | 833  | 808  | 841  | 821  | 747  | 708  | 651  | 672  |

| 1982 | 1990 | 1999 | 2006  | 2011  | 2016  | 2021  | 2022  | - |
| ---- | ---- | ---- | ----- | ----- | ----- | ----- | ----- | - |
| 750  | 828  | 945  | 1 101 | 1 190 | 1 233 | 1 294 | 1 306 | - |

## Économie
Le commune fait partie de l'aire géographique de production et transformation du « Bois de Chartreuse », la première AOC de la filière Bois en France,.
Depuis quelques années, la société des Morilles du Lac, produisent annuellement sous serre 4 tonnes de morilles d'une variété locale pour les restaurants de la région.

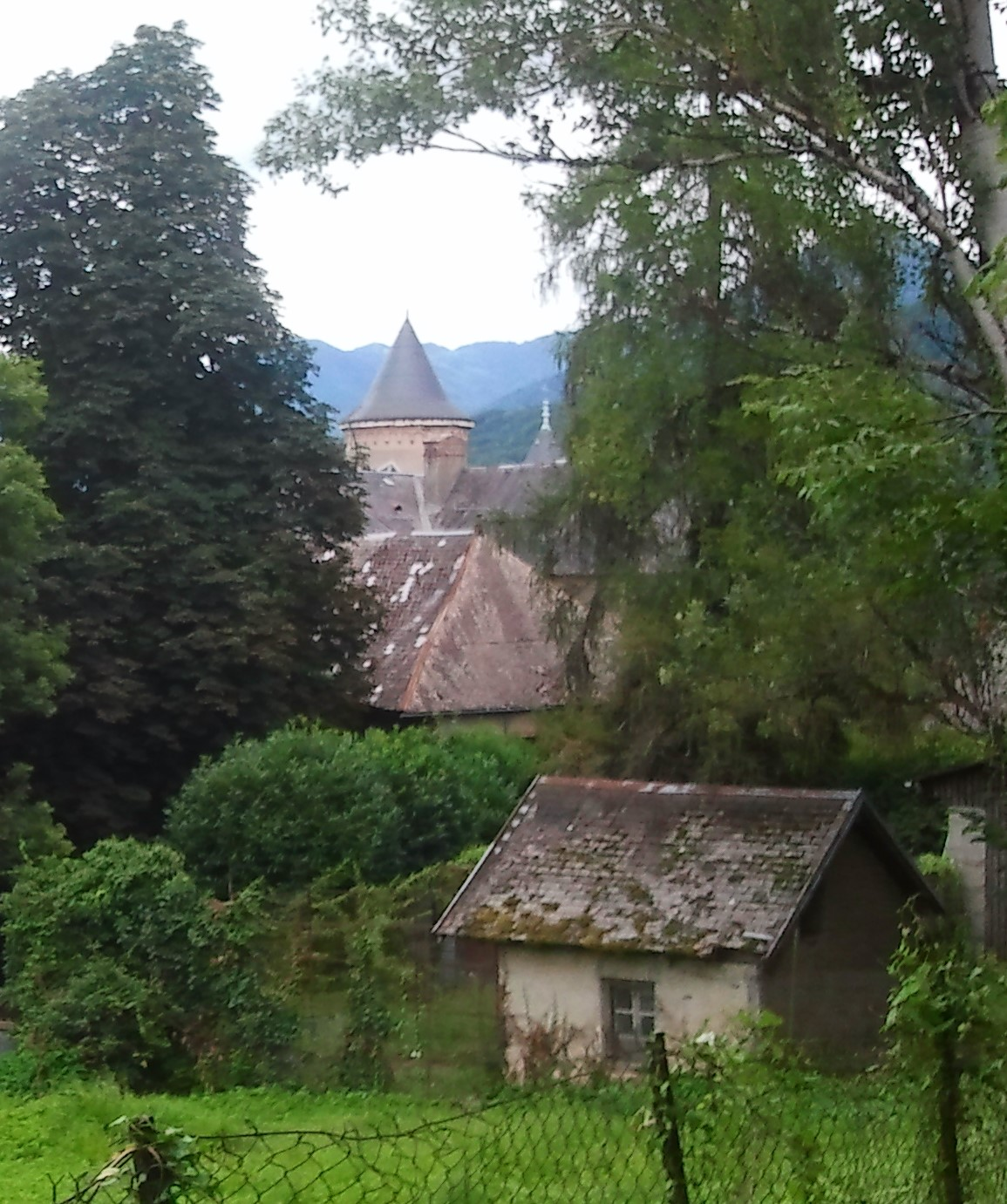
Aperçu de l'ancien château des seigneurs De Cuyne à Coise.

## Culture locale et patrimoine

### Lieux et monuments

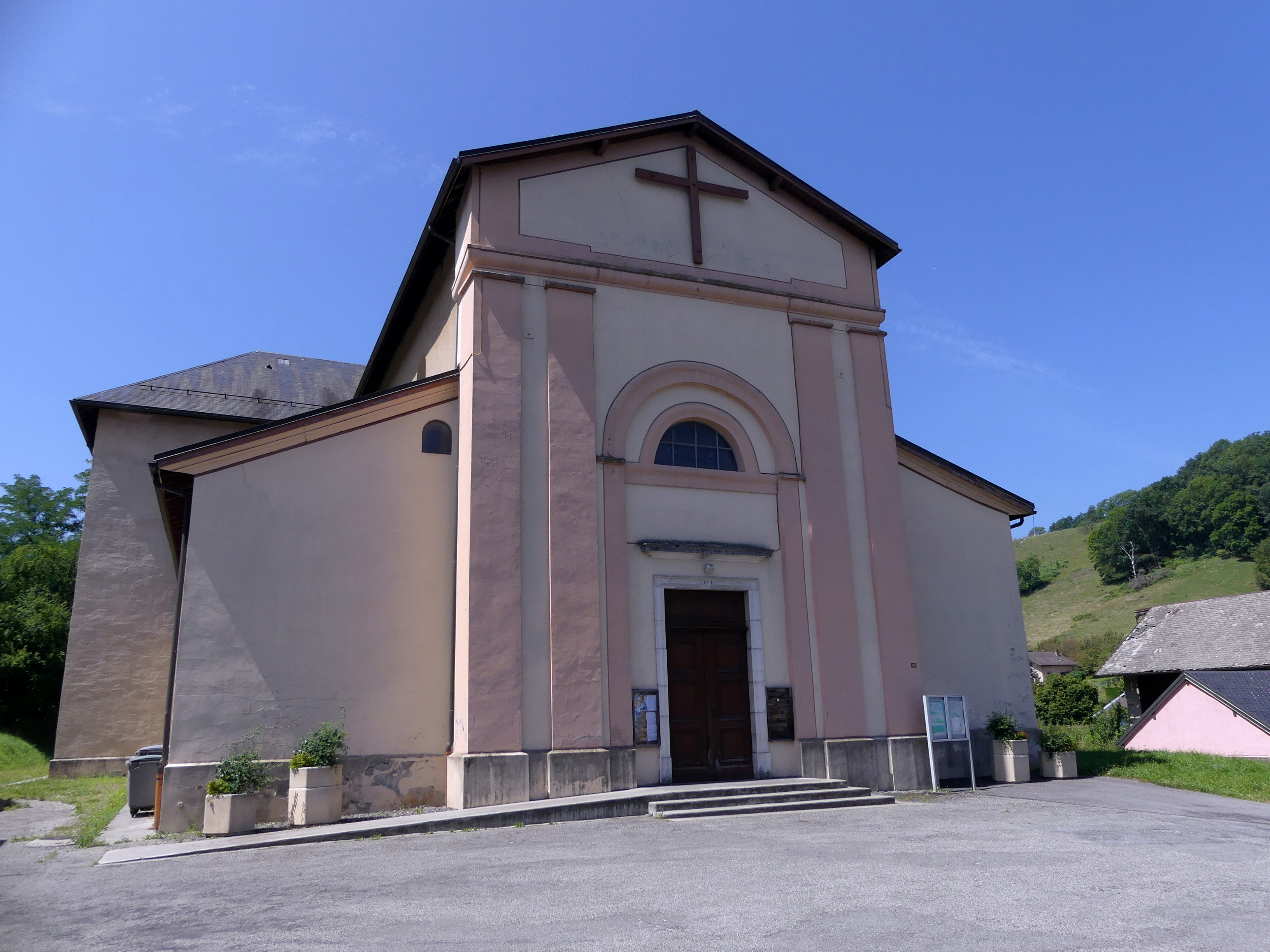
Église Saint-Pierre de Coise.

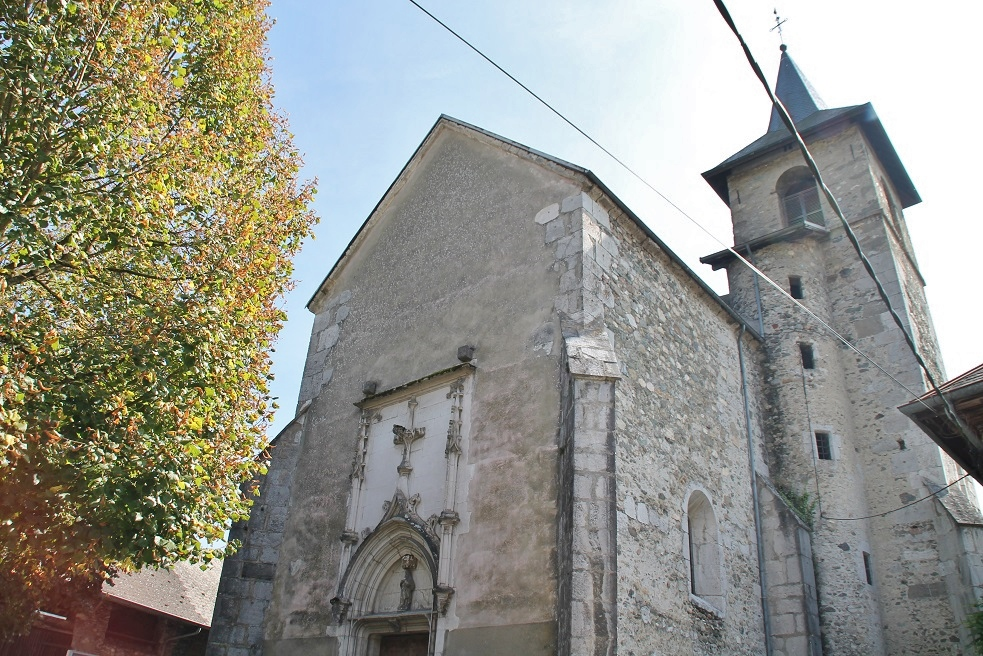
Église Saint-Jean-Baptiste de Saint-Jean-Pied-Gauthier.

- enceinte féodale des nobles du Puits[28], comprenant :
  - la Tour Verte, à l'ouest ;
  - la Tour de Lépigny, à l'est, également appelée « Puits Cottage » ;
  - la maison-forte de Souzier.
- enceinte féodale des nobles de Rubaud[29], comprenant :
  - la maison-forte de Rubaud ou Ribod ; cette ancienne maison forte du XIVe siècle a été rebâtie en 1840 et restaurée. Elle a conservé deux tours anciennes ; vestiges des XIVe et XVe siècles et fut notamment la possession de la famille de Cuyne ;
  - la maison-forte de Montfort ; cette ancienne maison forte du XIVe siècle fut notamment la possession des familles Collier et Cuyne.
- Maison Peinte ou Château-Feuillet[30].
- Tour de Loze du XIIIe siècle, restaurée, elle conserve des portes et ouvertures ogivales de cette époque.
- Le Monet, manoir du XIIIe siècle, devenu une exploitation agricole, qui a conservé quelques vestiges anciens.
- Tour des Frasses (XVIe siècle), devenu une exploitation agricole.
- Église Saint-Pierre de Coise.
- Église Saint-Jean-Baptiste de Saint-Jean-Pied-Gauthier  Classé MH (1932)[31]

### Personnalités liées à la commune
- Pierre Cot, ministre radical du Front populaire puis député apparenté communiste de Savoie et du Rhône a longtemps été maire de cette commune et conseiller général dans les années 1940 à 60. Il y est enterré[32].
- Son fils Jean-Pierre Cot a lui aussi exercé les mêmes mandats locaux, et fut également ministre[32].
- Joseph Domenget (Coise-Saint-Jean 1908 - Ballon d'Alsace 1944), Compagnon de la Libération, second-maître au 1er régiment de Fusiliers Marins, mort pour la France le 24 novembre 1944 au Ballon d'Alsace.